# Arvid Staflin
Sven Arvid Staflin, född 25 augusti 1892 i Revsund, Jämtlands län, död 9 mars 1954 i Bräcke församling var en svensk målare och folkskollärare.
Han var från 1925 gift med Lisa Odhenkrans. Staflin var i yngre år verksam i sin fars tegelbruksföretag men övergick till att studera vid lärarseminariet där han avlade en folkskollärarexamen 1918. Efter studierna anställdes han som lärare i Bräcke och blev kvar i denna tjänst fram till sin död. Som konstnär målade han landskapsskildringar och djurstaffage. Separat ställde han ut i bland annat Sundsvall och Östersund. Några av hans målningar har reproducerades i årsboken Jämtra.     